# Ankaratrix illota
Ankaratrix illota is een hooiwagen uit de familie Triaenonychidae. De wetenschappelijke naam van Ankaratrix illota gaat terug op Lawrence.